# Bryodelphax kristenseni
Espèce
Bryodelphax kristenseni est une espèce de tardigrades de la famille des Echiniscidae. 

## Distribution
Cette espèce est endémique de la Sierra Nevada de Santa Marta en Colombie.

## Étymologie
Cette espèce est nommée en l'honneur de Reinhardt Møbjerg Kristensen.

## Publication originale
- Lisi, Daza, Londoño & Quiroga, 2017 : Echiniscidae from the Sierra Nevada de Santa Marta, Colombia, new records and a new species of Bryodelphax Thulin, 1928 (Tardigrada). ZooKeys, no 703, p. 1-14.